# Tage Thompson
Tage Nathaniel Thompson (* 30. Oktober 1997 in Phoenix, Arizona) ist ein US-amerikanisch-kanadischer Eishockeyspieler, der seit Juli 2018 bei den Buffalo Sabres in der National Hockey League unter Vertrag steht. Bei der Weltmeisterschaft 2025 gewann Thompson mit der Nationalmannschaft der Vereinigten Staaten die Goldmedaille, wobei er im Finale das Siegtor erzielte.

## Karriere

### Jugend
Tage Thompson wurde in Phoenix geboren, als sein Vater Brent dort für die Coyotes spielte. In seiner Jugend folgte er ebenfalls dessen Stationen, so lief er beispielsweise für die Nachwuchsorganisation der Alaska All Stars auf, als sein Vater die Alaska Aces trainierte. Zur Saison 2014/15 wechselte Tage Thompson ins USA Hockey National Team Development Program (NTDP), die zentrale Talenteschmiede des US-amerikanischen Verbands USA Hockey. Mit dem NTDP nahm er am Spielbetrieb der United States Hockey League (USHL) teil, der höchsten Juniorenliga des Landes. Darüber hinaus fungieren die Auswahlen des NTDP als Nachwuchsnationalmannschaften, sodass der Angreifer bei der U18-Weltmeisterschaft 2015 die Goldmedaille gewann.
Nach einem Jahr im NTDP schrieb sich Thompson zum Herbst 2015 an der University of Connecticut ein und lief fort für deren Huskies in der Hockey East im Spielbetrieb der National Collegiate Athletic Association (NCAA) auf. Als Freshman kam der Angreifer dort auf 32 Scorerpunkte in 36 Spielen und wurde anschließend im NHL Entry Draft 2016 an 26. Position von den St. Louis Blues ausgewählt. Vorerst kehrte er jedoch für eine weitere Spielzeit nach Connecticut zurück, während der er mit der U20-Nationalmannschaft bei der U20-Weltmeisterschaft 2017 eine weitere Goldmedaille errang, und an deren Ende er ins Third All-Star Team  der Hockey East gewählt wurde.

### NHL
In der Folge statteten ihn die Blues im März 2017 mit einem Einstiegsvertrag aus und setzten ihn bis zum Saisonende bei ihrem Farmteam, den Chicago Wolves, in der American Hockey League (AHL) ein. Zu Beginn der Spielzeit 2017/18 debütierte Thompson für die Blues in der National Hockey League (NHL) und kommt dort seither zum Einsatz, mit regelmäßigen Wechseln zum neuen Farmteam, den San Antonio Rampage. Zudem debütierte er nach seiner ersten Saison im Profibereich für die A-Nationalmannschaft der USA im Rahmen der Weltmeisterschaft 2018 und gewann dort mit dem Team die Bronzemedaille.
Nach seiner ersten Profisaison wurde Thompson im Juli 2018 samt Vladimír Sobotka, Patrik Berglund, einem Erstrunden-Wahlrecht für den NHL Entry Draft 2019 sowie einem Zweitrunden-Wahlrecht für den NHL Entry Draft 2021 an die Buffalo Sabres abgegeben. Im Gegenzug wechselte Ryan O’Reilly nach St. Louis. Bei der Weltmeisterschaft 2021 war der Angreifer erneut Teil des US-amerikanischen Aufgebots und errang dort abermals eine Bronzemedaille.
Bei den Sabres etablierte sich Thompson im weiteren Verlauf in der NHL und steigerte seine persönliche Leistung dort zur Saison 2021/22 deutlich auf 68 Punkte aus 78 Partien, womit er Topscorer seines Teams wurde. Anschließend unterzeichnete er im August 2022 einen neuen Siebenjahresvertrag in Buffalo, der ab der Saison 2023/24 Gültigkeit besitzt und ihm ein Gesamtgehalt von 50 Millionen US-Dollar einbringen soll. Diesen Vertrag bestätigte er in der Saison 2022/23, als er mit 94 Punkten aus 78 Partien erstmals die Marke von 1,0 Punkten pro Spiel übertraf und sich mit 47 Toren ligaweit auf dem sechsten Rang platzierte. Bei den Welttitelkämpfen 2025 gewann er mit dem US-Team die erste Goldmedaille seit 65 Jahren. Er selbst erzielte im Finale den entscheidenden Treffer.

## Erfolge und Auszeichnungen
- 2017 Hockey East Third All-Star Team
- 2023 Teilnahme am NHL All-Star Game

### International
| - 2015 Goldmedaille bei der U18-Weltmeisterschaft - 2017 Goldmedaille bei der U20-Weltmeisterschaft - 2018 Bronzemedaille bei der Weltmeisterschaft | - 2021 Bronzemedaille bei der Weltmeisterschaft - 2025 Goldmedaille bei der Weltmeisterschaft |

## Karrierestatistik
Stand: Ende der Saison 2024/25

### International
Vertrat die USA bei:
| - U18-Weltmeisterschaft 2015 - U20-Weltmeisterschaft 2017 - Weltmeisterschaft 2018 | - Weltmeisterschaft 2021 - Weltmeisterschaft 2025 |

(Legende zur Spielerstatistik: Sp oder GP = absolvierte Spiele; T oder G = erzielte Tore; V oder A = erzielte Assists; Pkt oder Pts = erzielte Scorerpunkte; SM oder PIM = erhaltene Strafminuten; +/− = Plus/Minus-Bilanz; PP = erzielte Überzahltore; SH = erzielte Unterzahltore; GW = erzielte Siegtore; 1 Play-downs/Relegation; Kursiv: Statistik nicht vollständig)

## Persönliches
Sein Vater Brent Thompson absolvierte unter anderem 125 NHL-Spiele und ist seit seinem Karriereende als Trainer tätig.